# Place Saint-Georges (Toulouse)
Pour les articles homonymes, voir Place Saint-Georges.
La place Saint-Georges (en occitan : plaça de Sant Jòrdi) est une voie de Toulouse, chef-lieu de la région Occitanie, dans le Midi de la France.

## Situation et accès

### Description
La place Saint-Georges est une voie publique. Elle se situe au cœur du quartier Saint-Georges, dans le secteur 1 - Centre.
Elle forme un pentagone irrégulier qui reçoit au sud la rue Boulbonne, à l'ouest la rue de la Pomme, au nord la rue Saint-Antoine-du-T., au nord-est la rue Paul-Vidal et à l'est la rue Alexandre-Fourtanier. Au nord de la place, le square Jean-Calas est occupé par une aire de jeux pour enfants.
La chaussée qui fait le tour de la place compte une seule voie de circulation en sens unique, de la rue Boulbonne vers les autres rues. Sur le côté ouest, elle appartient à une zone de rencontre et la vitesse y est limitée à 20 km/h. En revanche, sur les côtés sud, est et nord, elle appartient à une aire piétonne où la circulation est limitée et réglementée, et la vitesse limitée à 6 km/h.

### Voies rencontrées
La place Saint-Georges rencontre les voies suivantes, dans l'ordre des numéros croissants :
1. Rue Boulbonne
2. Rue de la Pomme
3. Rue Saint-Antoine-du-T
4. Rue Paul-Vidal
5. Rue Alexandre-Fourtanier

### Transports
La place Saint-Georges est traversée et desservie directement par la navette Ville. Elle se trouve par ailleurs à proximité des stations Capitole et Esquirol de la ligne  et de la station François-Verdier de la ligne  du métro. Les arrêts de bus les plus proches sont desservis par les lignes de Linéo L1L8L9 et par les bus 44.
Une station de vélos en libre-service VélôToulouse se trouve à proximité, dans la rue Paul-Vidal : la station no 8 (19 rue Paul Vidal).

## Odonymie

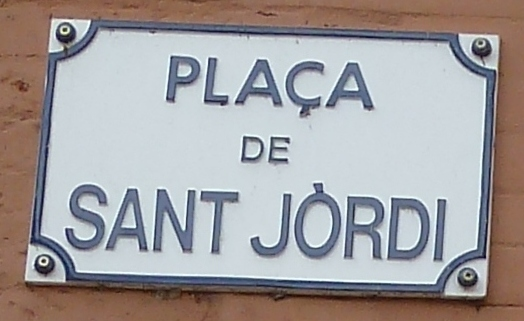
Plaque de rue en occitan.

Le nom de la place Saint-Georges lui vient d'une petite chapelle placée sous la dédicace de saint Georges, qui se situait à l'origine au milieu de la place, avant d'être reconstruite à l'angle de la rue Saint-Antoine-du-T (actuel no 15). Plusieurs fois remaniée et agrandie au cours des siècles, elle fut finalement démolie en 1808.
À l'origine, la place portait le nom de place de Montaygon. Les premières mentions dans des actes latins, à la fin du XIIe siècle, portent le nom de ce personnage, qui y possédait plusieurs immeubles. Au XIIIe siècle, les appellations de Montaygon et de Saint-Georges se retrouvent ensemble : la chapelle est elle-même désignée comme la chapelle Saint-Georges ou la chapelle de Montaygon, ou même la chapelle Saint-Georges de Montaygon. En 1794, pendant la Révolution française, la place prit le nom de Calas, à cause de Jean Calas, qui y avait été exécuté le 10 mars 1762, mais le nom ne subsista pas. En 1933, la place reçut l'appellation de place Paul-Vidal, en hommage au compositeur toulousain Paul Vidal, mort à Paris le 9 avril 1931. Mais ce changement provoqua des contestations, particulièrement de l'association des Toulousains de Toulouse, qui s'opposait à la disparition des noms anciens. Quelques années plus tard, le conseil municipal du 27 mars 1941 changea à nouveau le nom qui redevint Saint-Georges, tandis que le nom de Paul Vidal était attribué à la rue Saint-Georges voisine,.

## Histoire

### Moyen Âge
Au Moyen Âge, la place Saint-Georges appartient au capitoulat de Saint-Étienne. Au centre de la place s'élève une croix de bornage, qui marque la limite du claustrum de la cathédrale Saint-Étienne, c'est-à-dire le territoire placé dans la dépendance du chapitre de Saint-Étienne. Un oratoire, dédié à saint Georges, existe également sur la place. Les origines de cet oratoire sont obscures, mais il est attesté au milieu du XIIIe siècle. Il est reconstruit plus tard à l'angle de la rue Saint-Antoine-du-T (emplacement de l'actuel no 15), près de deux hôpitaux, l'hôpital Saint-Georges et l'hôpital de Notre-Dame-du-Puy, fondé en 1359 (emplacement de l'actuel no 16 et 17). En 1515, le chœur de la chapelle est reconstruit par les maîtres maçons Jean Faure et Raymond Caraben.
La place Saint-Georges est une des importantes places commerciales de la ville. Sous le couvert qui fait presque le tour de la place se tient un marché au vin. Ce marché est particulièrement lucratif. On conserve le souvenir de contestations, en 1205, au sujet du droit de leude, que perçoit un des seigneurs du lieu : le 20 mars, une déclaration, confirmée par les vingt-deux consuls de la ville, reconnait que la place Montaygon, les maisons et les couverts qui l'entourent sont propriété communale, à la réserve du droit de leude qui appartient à un certain Jourdain de Villeneuve. À partir du XVe siècle, un garde attitré est même chargé d'assurer la sécurité des marchands de la place. L'animation et l'attractivité du lieu expliquent que les maisons appartiennent principalement à des aubergistes, des taverniers, des boulangers et à quelques bourgeois et notaires. Les boulangers sont attirés par la proximité du four de Cantegril, les aubergistes et les taverniers par la clientèle du marché au vin. On trouve, en 1550, à l'angle de la rue Vinaigre (actuelle rue Alexandre-Fourtanier), l'hôtellerie du Cerf-Volant, une des seize auberges à enseignes privilégiées de la ville.

### Période moderne

#### AuxXVIeetXVIIesiècles
La place Saint-Georges est aussi un lieu de rassemblement pour les grandes assemblées populaires. Pendant le carême de l'année 1518, le cordelier Thomas Illyricus y fait ses prédications, car la foule est trop nombreuse pour tenir dans l'église des Cordeliers. Les capitouls lui font dresser une chaire sur la place Saint-Georges, avec des bancs en amphithéâtre pour toutes les compagnies de la ville. Thomas Illyricus obtient d'eux des ordonnances qui prohibent les jeux de cartes et les jeux de hasard, ainsi que le port de masques dans les rues. C'est enfin à son instigation que les capitouls font placer le monogramme du Christ sur les principales portes de la ville : portes Arnaud-Bernard, Matabiau, Saint-Étienne, du Château et de Lisle.
À partir du XVIe siècle, la place Saint-Georges accueille les peines et les exécutions publiques. Un pilori, placé sur un échafaud de pierre, est construit en 1523 – auparavant, les exécutions se faisaient sur la place Arnaud-Bernard ou sur la place du Salin. En 1544, le pilori est même entouré d'une grille en fer forgé, du ferronnier Guillaume Du Sol. Parmi les condamnés les plus notables, on peut remarquer trois capitouls, Jean de Nos, Jean de Terronde et Antoine Lebrun, qui ont la tête tranchée en 1562 pour avoir pris part aux troubles qui ont provoqué les sanglantes journées de mai. Le capitoul Pierre du Cèdre, qui habite une maison de la place (actuel no 26), s'il n'est pas exécuté, est malgré tout destitué par les ligueurs toulousains le 13 mai 1562. Le 13 avril 1568, le protestant Philibert de Rapin, maître d'hôtel de la maison du prince de Condé est exécuté à la hache. Enfin, c'est sur le pilori que, le 11 février 1589, est suspendu le corps du premier président du Parlement Jean-Étienne Duranti, accusé de sympathie pour les protestants et massacré par les ligueurs, après avoir été traîné par les rues de la ville.
À partir du XVIIe siècle, les membres de l'élite toulousaine restent peu nombreux, en comparaison avec la population d'artisans et d'ouvriers. En 1595, Guillaume Maran, docteur régent de l'université, célèbre ligueur, est propriétaire d'une maison du côté ouest de la place (actuel no 6). L'architecte Nicolas Buterne, capitoul en 1696, possède une simple maison en corondage, au débouché de la rue Boulbonne (actuel no 2). Le philosophe François Sanchez habite la même maison en 1609. Dans une autre maison, à l'entrée de la rue de la Pomme, habite le chirurgien Raimond Godolin, le père de Pierre Godolin (actuel no 10). La construction la plus prestigieuse reste l'hôtel Bertier, construit pour l'évêque de Rieux, Antoine-François de Bertier, entre la place Saint-Georges (actuels no 20-21), la rue Vinaigre (actuel no 2 rue Alexandre-Fourtanier) et la rue Boulbonne (actuels no 42-50).
À mesure que s'affirme l'importance de la place Saint-Georges dans les activités économiques et les festivités toulousaines, son rôle religieux évolue. En 1594, les hôpitaux Saint-Georges et de Notre-Dame du Puy sont réunis à l'Hôtel-Dieu Saint-Jacques-du-bout-du-Pont. En 1655, les Augustins déchaussés sont autorisés par l'archevêque de Toulouse, Pierre de Marca, le chapitre de Saint-Étienne et le Parlement à s'installer à Toulouse, sur la place Saint-Georges, à condition de ne pas mendier et de payer les taxes. Les bâtiments des hôpitaux Saint-Georges et de Notre-Dame du Puy leur sont concédés par le chapitre de Saint-Étienne : ils y gagnent le surnom d'Augustins de Saint-Georges. Ils établissent leur église dans leur maison, qu'ils agrandissent par des achats successifs en 1668 et 1683 (emplacement des actuels no 16 et 17).

#### AuXVIIIesiècle
Au XVIIIe siècle, les travaux s'engagent autour de la place Saint-Georges, qui lui donnent sa physionomie actuelle, car les capitouls souhaitent l'embellir et l'uniformiser. En 1747, ils s'entendent avec Henri Joseph de Lafage, syndic général du Languedoc, pour partager les frais de l'achat de cinq maisons incendiées en 1745, mais aussi de la construction d'un nouvel hôtel particulier, de style néo-classique Louis XV (actuel no 19). Dans le même temps, les façades des immeubles et des maisons du côté nord de la place sont portées à l'alignement du no 17 après 1780, alors que les Augustins déchaussés font rebâtir leur église, qui menace ruine. Les maisons du côté sud sont quant à elles reconstruites à l'alignement de l'hôtel Bertier (actuel no 22).
En 1732, pour satisfaire le premier président de Bertier, dont les fenêtres donnent sur la place, le vieil échafaud est démoli et remplacé par une croix – en 1751, comme elle gêne la circulation, elle est reconstruite contre le mur du couvent des Augustins déchaussés –, mais la place continue à servir aux exécutions. D'après le chroniqueur Pierre Barthès, 171 exécutions capitales s'y tiennent entre 1739 et 1780. Le plus célèbre des personnages exécutés sur la place est Jean Calas, le 10 mars 1762.
La vocation commerciale de la place se perpétue au XVIIIe siècle. En 1752, le marché qui se tient sur la place Royale (actuelle place du Capitole) est transféré sur la place Saint-Georges, pour y rester tant que durent les travaux de reconstruction de la façade de la Maison commune. En 1776, c'est le marché à la volaille, aux œufs et au gibier, qui se tenait à la Daurade, qui est transféré à Saint-Georges, pour y retourner trois ans après, en 1779. La même année, il est décidé que les petits marchands de la place Royale ne peuvent désormais s'installer qu'à Saint-Georges, les lundi, mercredi et vendredi.

### AuXIXesiècle
La Révolution française apporte quelques bouleversements. En 1793, le culte catholique est interdit, les congrégations religieuses sont dispersées. Les Augustins déchaussés – qui ne sont plus que douze – quittent leur couvent de place Saint-Georges, tandis que leur église est désaffectée. En 1808, l'église et le monastère sont démolis et remplacés par de nouvelles constructions (actuels no 15-17),. Le mouvement de déchristianisation touche jusqu'au nom de la place : sur le tableau du 6 floréal An II (25 avril 1794), elle devient la place Calas. D'ailleurs, le 29 brumaire An II (19 novembre 1793), une loi ordonnait déjà : « Il sera élevé aux frais de la République, sur la place où le fanatisme a fait périr Calas, une colonne de marbre sur laquelle sera cette inscription : À la nature. – À l'amour paternel. – À Calas, victime du fanatisme. » Le monument ne fut cependant jamais exécuté.
La place Saint-Georges conserve sa vocation commerciale. Depuis 1797, elle abrite le « marché des Proxénètes », c'est-à-dire des marchands fripiers, revendeurs de vieux habits et de vieux objets, qui se tenait jusque là sur la place du Pont. À partir de 1845 s'y tient également, le Jeudi Saint, la foire au Salé, grand marché de charcuterie, qui attire les Toulousains et les habitants des environs. Le marché de la friperie est transféré, en 1862-1863, sur la place du Marché-au-Bois (actuelle place Victor-Hugo), avant d'être installé à Saint-Sernin. En 1865, le marché aux fleurs, qui se tient depuis 1849 sur la place Saint-Pantaléon (actuelle place Roger-Salengro), est transporté à Saint-Georges, mais il est déplacé en 1874 place Étienne-Esquirol.
En 1824 et 1825, à la suite de la construction du Château d'eau et de canalisations pour distribuer l'eau en ville, on fait des projets pour élever des fontaines monumentales sur la place de la Trinité, la place Rouaix, la place d'Angoulême (actuelle place Wilson), la place Royale (actuelle place du Capitole), la place Dauphine (actuelle place Dominique-Martin-Dupuy) et la place Saint-Georges. Pour cette dernière, un projet est adopté le 17 juin 1826, mais il est bientôt abandonné. Un nouveau devis, dressé par Urbain Vitry en 1827, est adopté le 22 décembre de cette année pour la somme de 16 266 francs : les travaux débutent l'année suivante. La fontaine doit se composer d'un bassin circulaire de 8 mètres de diamètre, au milieu duquel s'élève un piédestal de marbre blanc, portant une colonne de fonte d'ordre dorique, cannelée, ayant 1,30 mètre de diamètre et 10,50 mètres de hauteur, et surmontée d'une Renommée en bronze. Aux quatre angles du piédestal, des griffons ailés versent l'eau dans le bassin. En 1830, le bassin et le piédestal sont terminés, mais quand la colonne de fonte arrive des fonderies de Terrenoire, des contestations interrompent les travaux. Finalement, la colonne et le projet d'Urbain Vitry viennent orner le monument commémoratif qu'on élève à la mémoire du général Dominique Martin Dupuy, sur la place Dauphine. Une statue de marbre pour surmonter le piédestal de la place Saint-Georges est alors projetée : une statue de Clémence Isaure est demandée en 1833, puis une statue de Pierre-Paul Riquet en 1850, mais rien ne se fait.
En 1868, un comité se constitue afin d'ériger pour 800 000 francs, grâce à une souscription publique, une statue de sainte Germaine de Pibrac. La statue de sainte Germaine est confiée à Alexandre Falguière, le baldaquin qui la surmonte à l'architecte Paul Pujol, la construction à l'architecte Joseph Thillet. Le 27 juillet 1877, l'œuvre est inaugurée au milieu du nouveau square aménagé sur la place et entouré d'une grille en ferronnerie. Mais le 8 juillet 1881, la statue est enlevée par ordre de la municipalité de Léonce Castelbou, républicain, « un des plus farouches radicaux du Midi »,,, et déposée dans les réserves du musée des Augustins – en 1890, elle fut finalement installée dans la nouvelle église Sainte-Germaine, au faubourg Saint-Agne. La lutte entre partis catholique et anticlérical se poursuit d'ailleurs jusqu'au début du XXe siècle : en 1905, il y avait encore, sur la place, une boutique d'imagerie catholique, À Sainte Germaine (actuel no 26)...

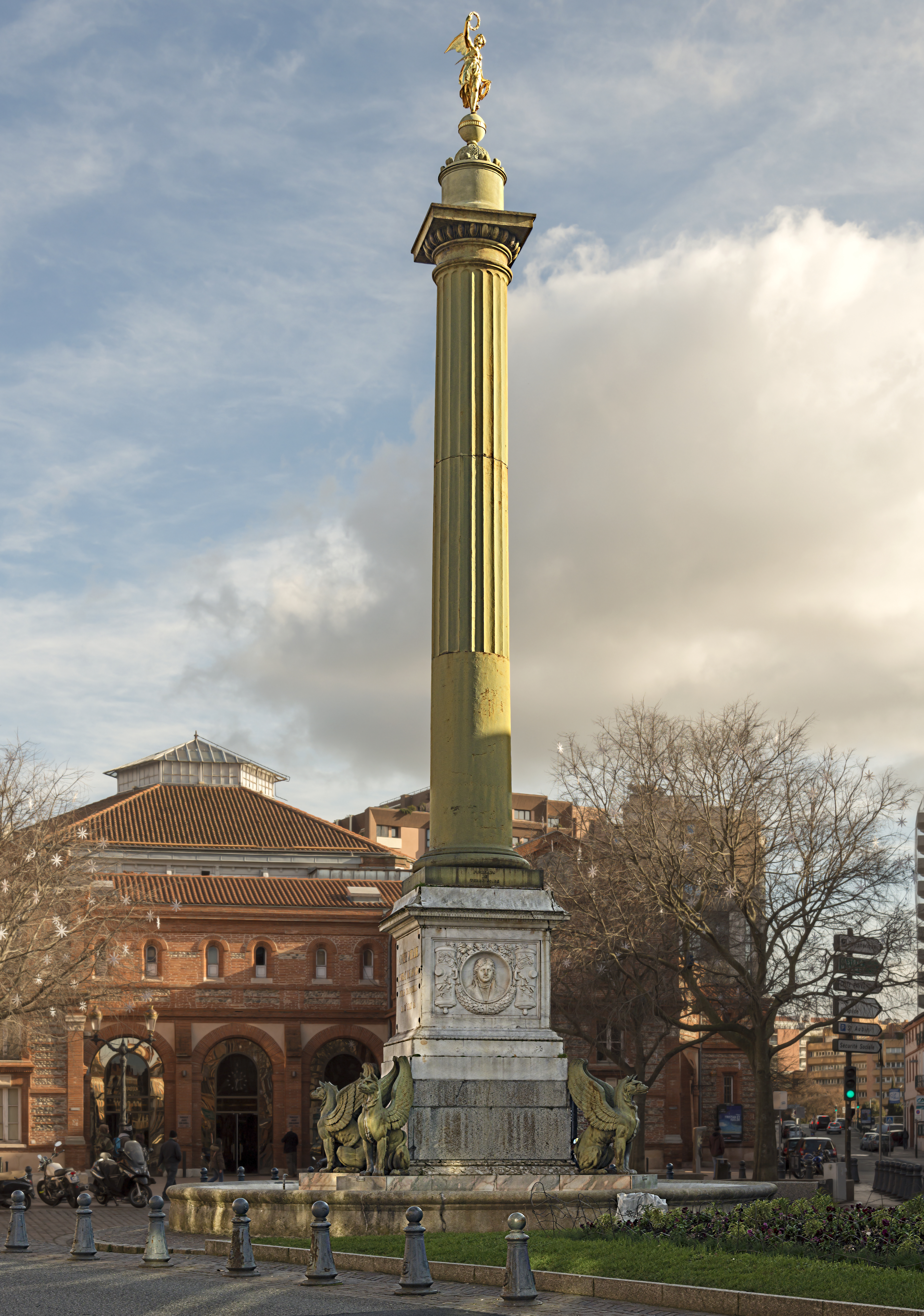
La colonne Dupuy par Urbain Vitry (1829-1832, place Dominique-Martin-Dupuy).
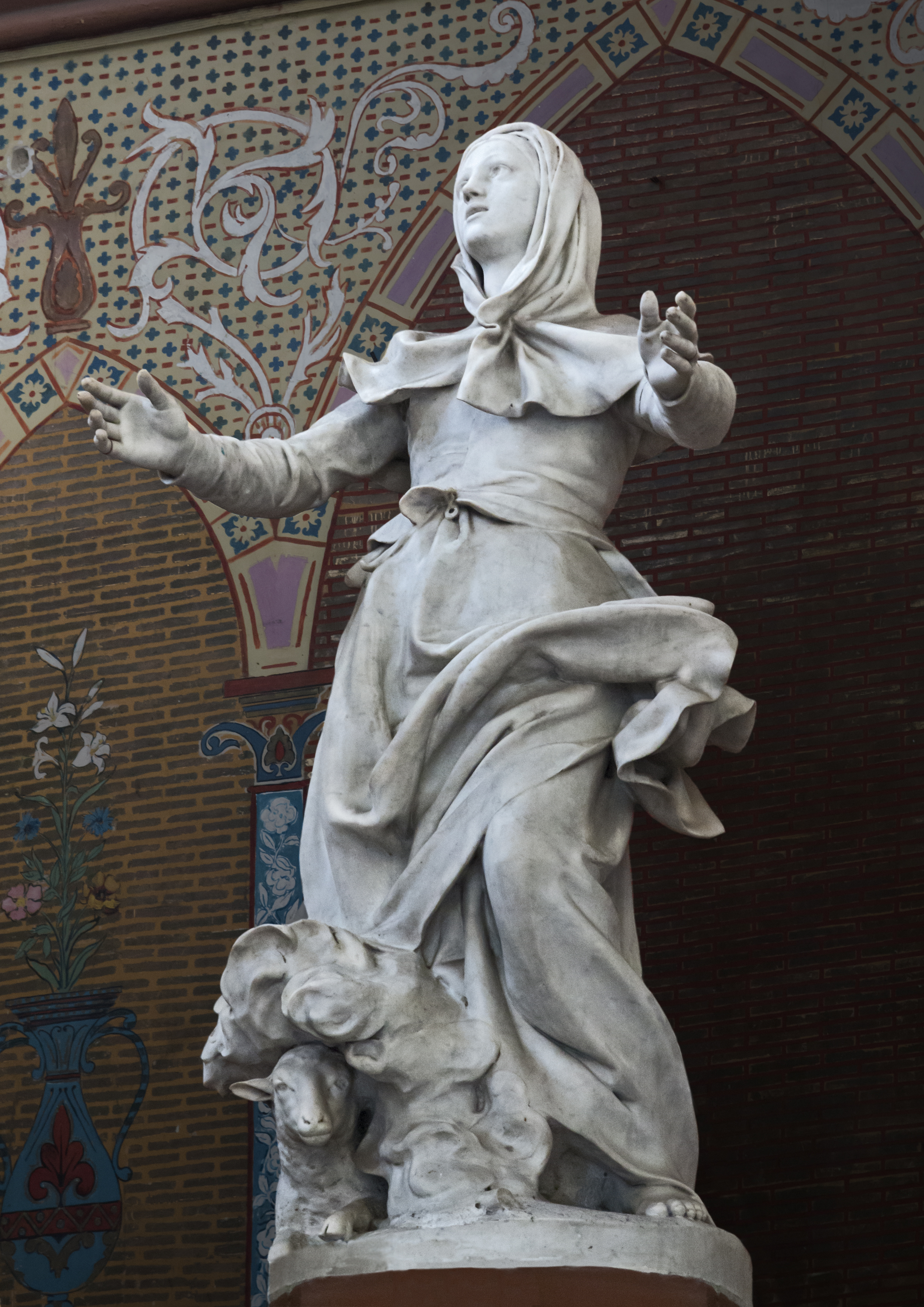
Statue de Germaine de Pibrac, par Alexandre Falguière (1877, Église Sainte-Germaine de Toulouse).

### AuxXXeetXXIesiècles
Au début du XXe siècle, la place est bordée de nombreux cafés et restaurants, tels le café du Jardin vers 1930 (actuel no 7), le restaurant Béarnais vers 1930 (actuel no 10), le café Villemur vers 1920, devenu le café Barcelonais vers 1930, puis le restaurant Chez Émile en 1950 (actuel no 12), le restaurant la Coccinelle vers 1930, devenu le restaurant La Roq vers 1945, puis le café Saint-Georges vers 1950 (actuel no 15), ou encore la restaurant d'Orsay en 1933 (actuel no 22).
Au début de la Seconde Guerre mondiale, anticipant le bombardement possible de la ville, il est décidé de creuser des « tranchées » de défense passive, y compris sur la place Saint-Georges,. Elles serviront aussi de refuge pour les personnes sans abri.
Dans la deuxième moitié du XXe siècle, la place Saint-Georges se retrouve à l'écart de la ville. Le centre de la place est voué au stationnement des voitures et les allées latérales sont encombrées par la circulation. Elle reste à l'écart des travaux qui touchent le nouveau quartier Saint-Georges tout proche, et qui attire les commerces, les activités et les passants. En 1986, la place bénéficie d'un projet de réaménagement et de piétonnisation partielle. Le jardin public, au centre de la place, est agrandi et protégé, et le parvis devant l'hôtel de Lafage est orné de la réplique d'une fontaine Wallace. Les restaurants, comme le plus ancien, Chez Émile (actuel no 13), et les cafés, comme le Wallace (actuel no 15) et le Van Gogh (actuel no 21), ouvrent à partir de ces années-là leurs terrasses sur la place. Dans le même temps, les commerces et les boutiques d'enseignes haut de gamme, voire de luxe – boulangerie et boucherie Saint-Georges, glacier Octave ou chocolatier Castan – se font plus nombreux. Le marché alimentaire Saint-Georges, les mardi, mercredi, jeudi, vendredi et samedi, prolonge quant à lui la tradition commerçante de la place.
En 2005, c'est à l'initiative d'une association laïque, la Fédération de la Haute-Garonne de la libre pensée, que le nom de Jean Calas, disparu depuis 1794, est donné au square qui occupe l'angle nord-est de la place. Une plaque commémorative est également inaugurée en présence d'élus locaux et de représentants de l'Église réformée de Toulouse et du Grand Orient. La place Saint-Georges devient le lieu de commémorations annuelles, le 8 mars, à la mémoire de Jean Calas, comme en 2015, à l'occasion des 250 ans de sa réhabilitation.
En février 2021, l'aire de jeux pour enfants du square Jean-Calas est rénovée. Un dragon de bois de 17 mètres de long évoque la légende de saint Georges.

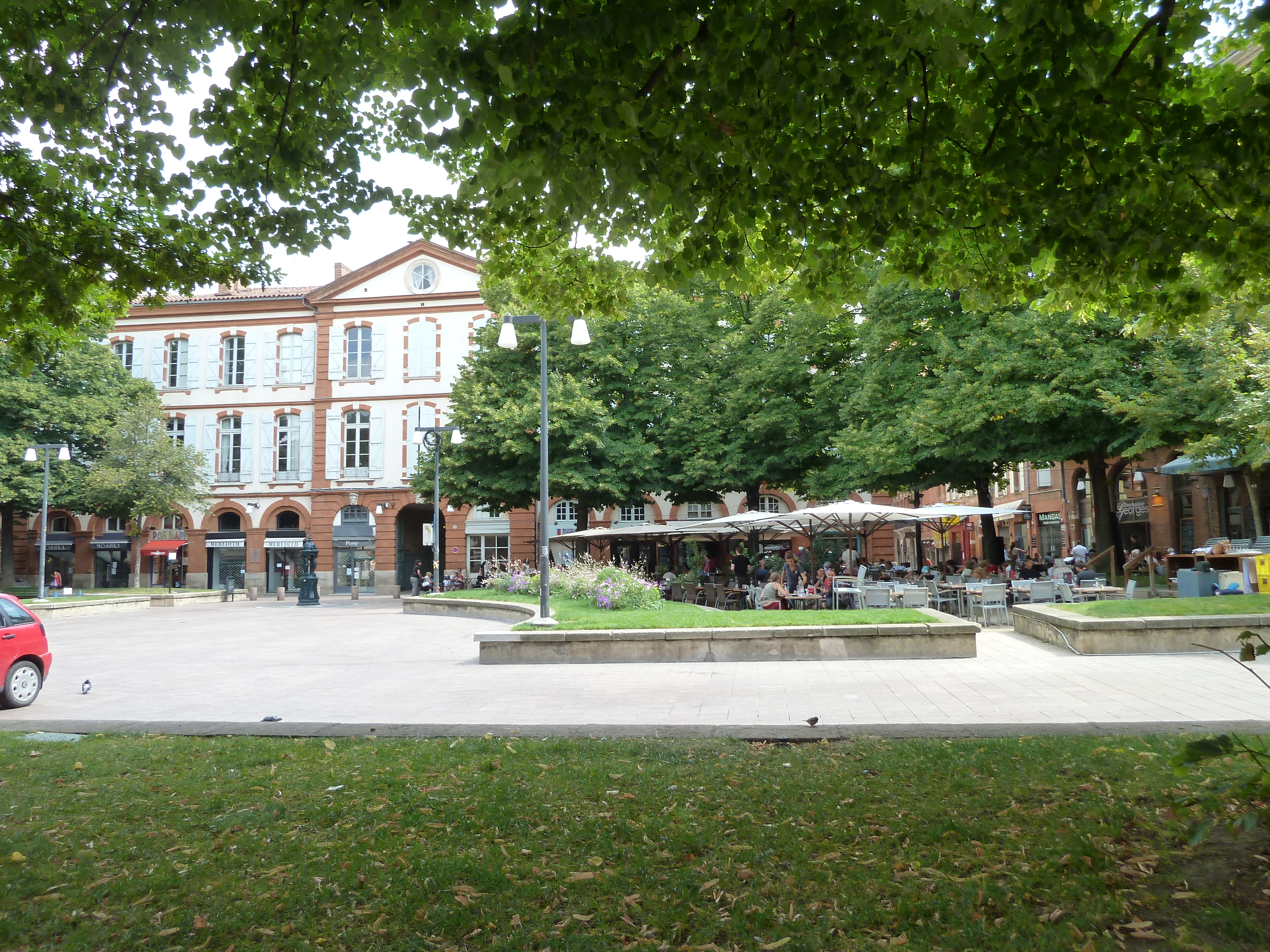
Les terrasses des cafés devant l'hôtel de Lafage.
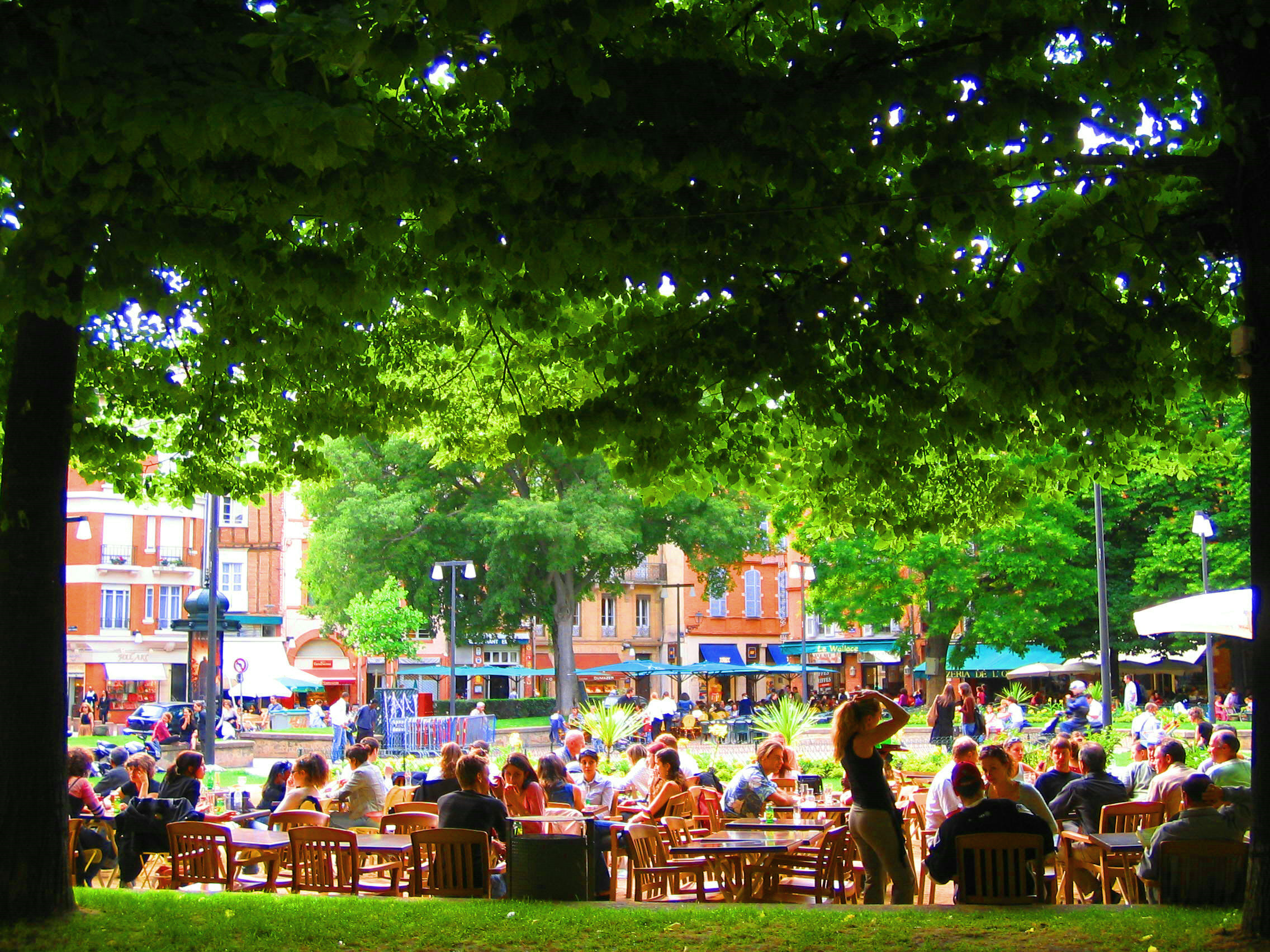
Les terrasses des cafés du côté nord.
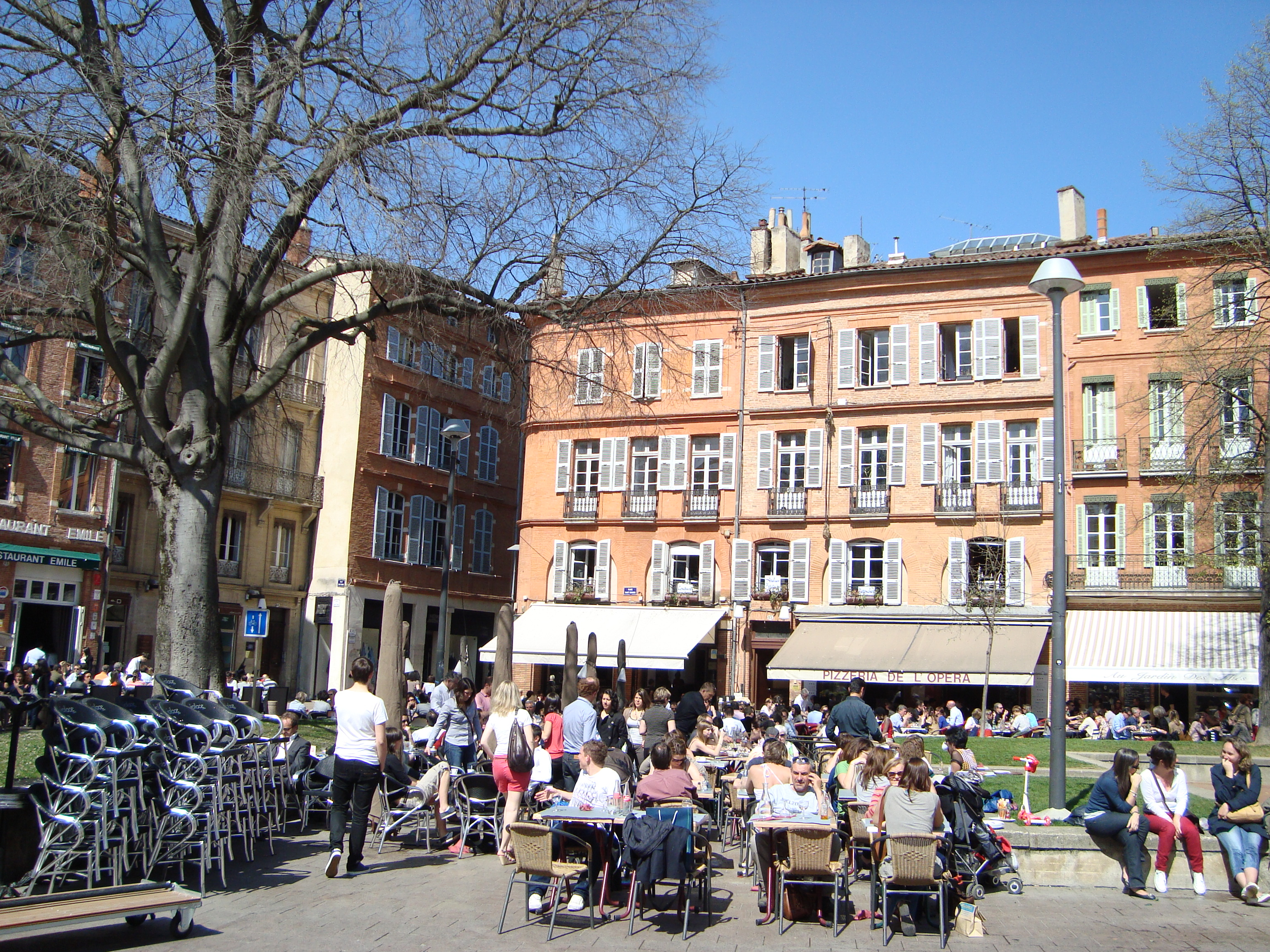
Les terrasses des cafés sous les frondaisons.

## Patrimoine et lieux d'intérêt

### Hôtels particuliers

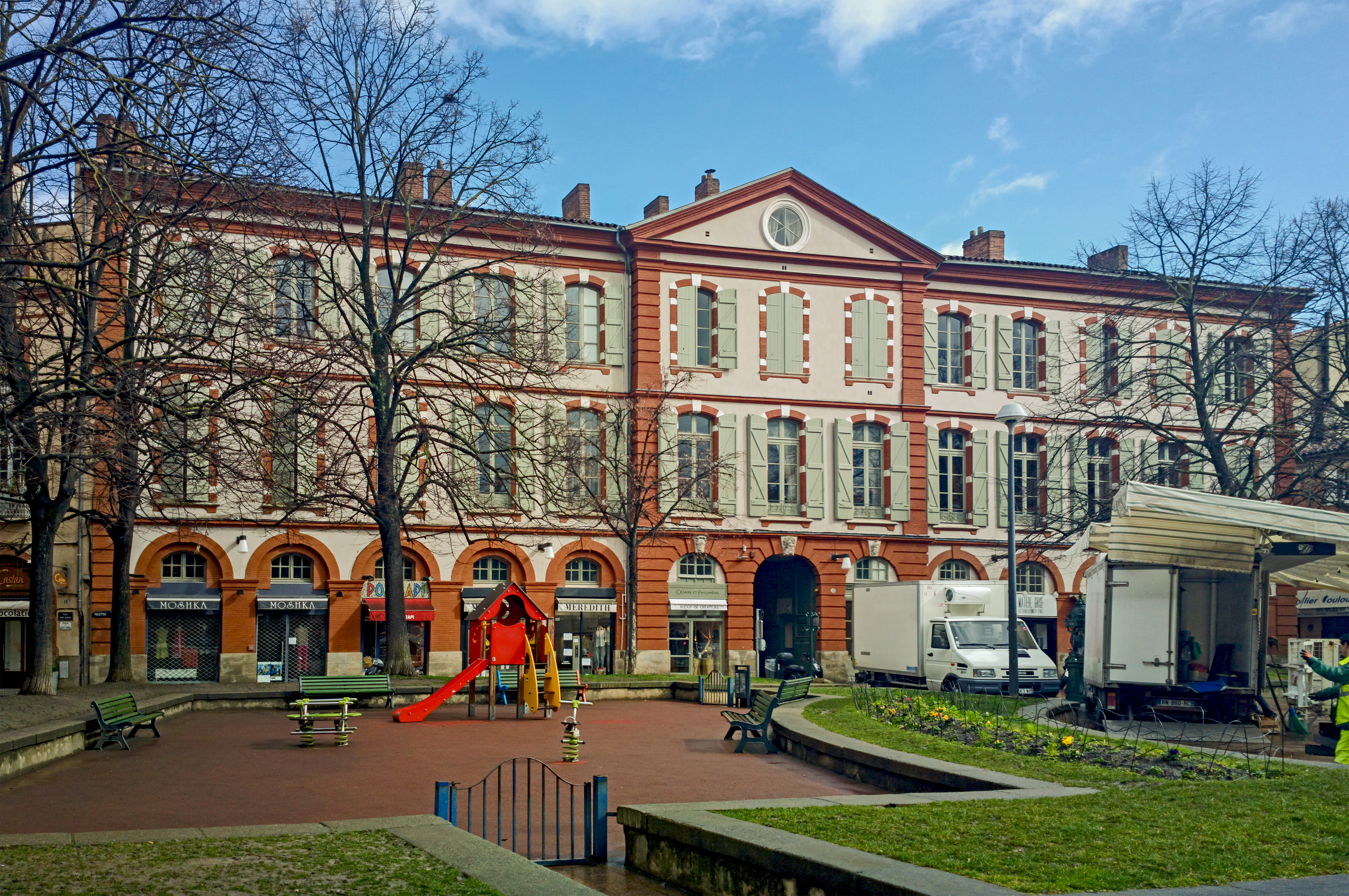
no 19 : façade de l'hôtel Lafage.

- no  19 : hôtel Lafage.  Inscrit MH (1978, façades et toitures sur rues et sur cour ; escalier intérieur avec sa rampe en fer forgé ; grand salon du 1er étage avec son décor)[36]. 
En 1747, le peintre de la ville, Guillaume Cammas, et l'architecte Lebrun sont chargés de dresser les plans d'un hôtel particulier pour Henri Joseph de Lafage, baron de Pailhès et seigneur de Madière, syndic général de Languedoc. Son architecture classique est caractéristique des hôtels toulousains de la première moitié du XVIIIe siècle. Il occupe un vaste espace, compris entre la place Saint-Georges, la rue Alexandre-Fourtanier et la rue Paul-Vidal. La façade monumentale sur la place se développe sur treize travées et s'élève deux étages. Elle est animée par un avant-corps central de trois travées, couronné par un fronton triangulaire. Le rez-de-chaussée est rythmé par les arcades en plein cintre, qui portent des mascarons au niveau de l'avant-corps – Apollon couronné de lauriers, Neptune couronné de roseaux et Mars coiffé d'un casque. Aux étages, l'élévation est soulignée par les cordons de brique qui séparent les niveaux, et par les pilastres à bossage qui encadrent la façade et l'avant-corps. Les fenêtres du 1er étage ont des garde-corps en fer forgé. La cour intérieure, avec son originale forme en ovale, s'adapte à l'étroitesse de la parcelle. Les élévations sont également rythmées par les pilastres à bossage et les cordons de brique. La cour communique avec la deuxième cour, qui correspond à l'ancien jardin, réduit aux siècles postérieurs par la construction de plusieurs bâtiments[37].

- no  22 : hôtel Bertier. 
L'hôtel Bertier est construit en 1678 pour Antoine-François de Bertier, évêque de Rieux. Ce vaste hôtel particulier, construit entre cour et jardin, a sa façade principale sur la place Saint-Georges, mais débouche aussi dans la rue Boulbonne (actuel no 50). La façade sur la place Saint-Georges a été élevée dans la première moitié du XIXe siècle, dans un style néo-classique caractéristique de la période. Elle est symétrique et se développe sur cinq travées et quatre niveaux. Au rez-de-chaussée s'ouvre la porte cochère, qui embrasse également l'entresol, encadrée de deux ouvertures de boutiques rectangulaires. Le 1er étage est rythmé par les ouvertures des cinq baies voûtées en plein cintre et séparées par pilastres doriques. La 2e et la 4e baie sont aveugles, mais conservent des socles qui étaient peut-être surmontés de statues. Le 1er étage est également orné d'un balcon filant, doté d'un garde-corps en fonte. Un entablement et une corniche à denticules le sépare du 2e étage. Celui-ci est lui aussi rythmé par cinq baies, dont la 2e et la 4e sont également aveugles, mais elles sont rectangulaires et séparées par des pilastres ioniques. L'élévation est surmontée d'une large corniche[38].

### Immeubles
- no  2 : immeuble. 
L'immeuble, en corondage, est peut-être élevé au XVIIe siècle. La façade est construite en pan de bois couvert d'un enduit. Les trois premiers étages sont séparées par des cordons de bois moulurés, la surélévation, plus récente, est séparée par une corniche en bois moulurée[39].

- no  3 : immeuble. 
Cet immeuble en corondage est peut-être élevé au XVIIIe siècle. L'édifice comprend plusieurs corps de bâtiment qui s'organisent autour d'une cour centrale. La façade sur la place, construite en pan de bois, comprend trois travées inégales. Au rez-de-chaussée, largement remanié, subsiste un poteau et une ouverture de boutique en bois. Aux étages, le pan de bois à grille et décharge est caché par un décor de faux pan de bois à bossage. L'élévation est surmontée d'une corniche moulurée en bois[40].

- no  5 : immeuble. 
L'immeuble, en corondage, est peut-être élevé au XVIIe siècle. L'édifice comprend plusieurs corps de bâtiment qui s'organisent autour d'une cour. La façade sur la place, en pan de bois, compte trois travées. Le rez-de-chaussée se compose d'une arcade de boutique en plein cintre et d'une porte latérale, surmontée d'une ouverture dotée d'un linteau en pierre. Une deuxième ouverture, en bas à gauche, éclaire la porte. Les niveaux sont séparés par des cordons en bois et les deux premiers étages sont construits en pan de bois à grille hourdé de briques. Le 3e étage, probablement construit au XIXe siècle, est maçonné en brique et présente quatre travées. Les fenêtres rectangulaires ont des balconnets ornés de garde-corps en fonte. L'élévation est surmontée d'une corniche moulurée en bois[41].

- no  7 : immeuble. 
Cet immeuble en corondage est élevé au XVIIIe siècle. Le rez-de-chaussée est maçonné, mais les étages sont en pan de bois à grilles et décharge, hourdé de brique et couvert d'enduit. Aux deux premiers étages, les fenêtres rectangulaires sont couronnées d'une corniche[42].

- no  8 : immeuble. 
Cet immeuble en corondage est peut-être élevé au XVIIe siècle. La façade sur la place est en pan de bois à croix de Saint-André couvert d'enduit. Les niveaux sont séparés par des cordons en bois. Aux deux premiers étages, les fenêtres, probablement remaniées au XIXe siècle, sont couronnées d'une corniche[43].

- no  9 : immeuble. 
Cet immeuble en corondage est peut-être élevé au XVIIIe siècle. Il comprend deux corps de bâtiment séparés par une cour. La façade sur la place ne compte qu'une travée et s'élève sur cinq niveaux, séparés par des cordons moulurés en bois : un rez-de-chaussée, un entresol, deux étages et un comble à surcroît, ancien comble ouvert. Elle est construite en pan de bois à grille couvert d'enduit. L'élévation est surmontée d'une corniche moulurée en bois. Un couloir permet d'accéder à la cour et à l'escalier en bois qui dessert les deux corps de bâtiment par des galeries en bois[44].

- no  11 : immeuble[45].

- no  23 : immeuble. 
L'immeuble est construit au XVIIe siècle. La façade sur la place Saint-Georges s'organise sur trois travées et trois étages. Le rez-de-chaussée, remanié dans la première moitié du XIXe siècle, est ouvert par une arcade de boutique en plein cintre. Les étages sont de dimensions décroissantes. Les fenêtres possèdent un appui et des pierres de gond en pierre. Elles sont encadrées d'un ressaut qui se développe sur les trois étages et sont séparées entre elles par des tables rectangulaires. L'élévation est couronnée par un mur de clôture, ajouté en 1970-1971, lors des travaux de surélévation et de l'aménagement d'une terrasse[46].

### Œuvres publiques

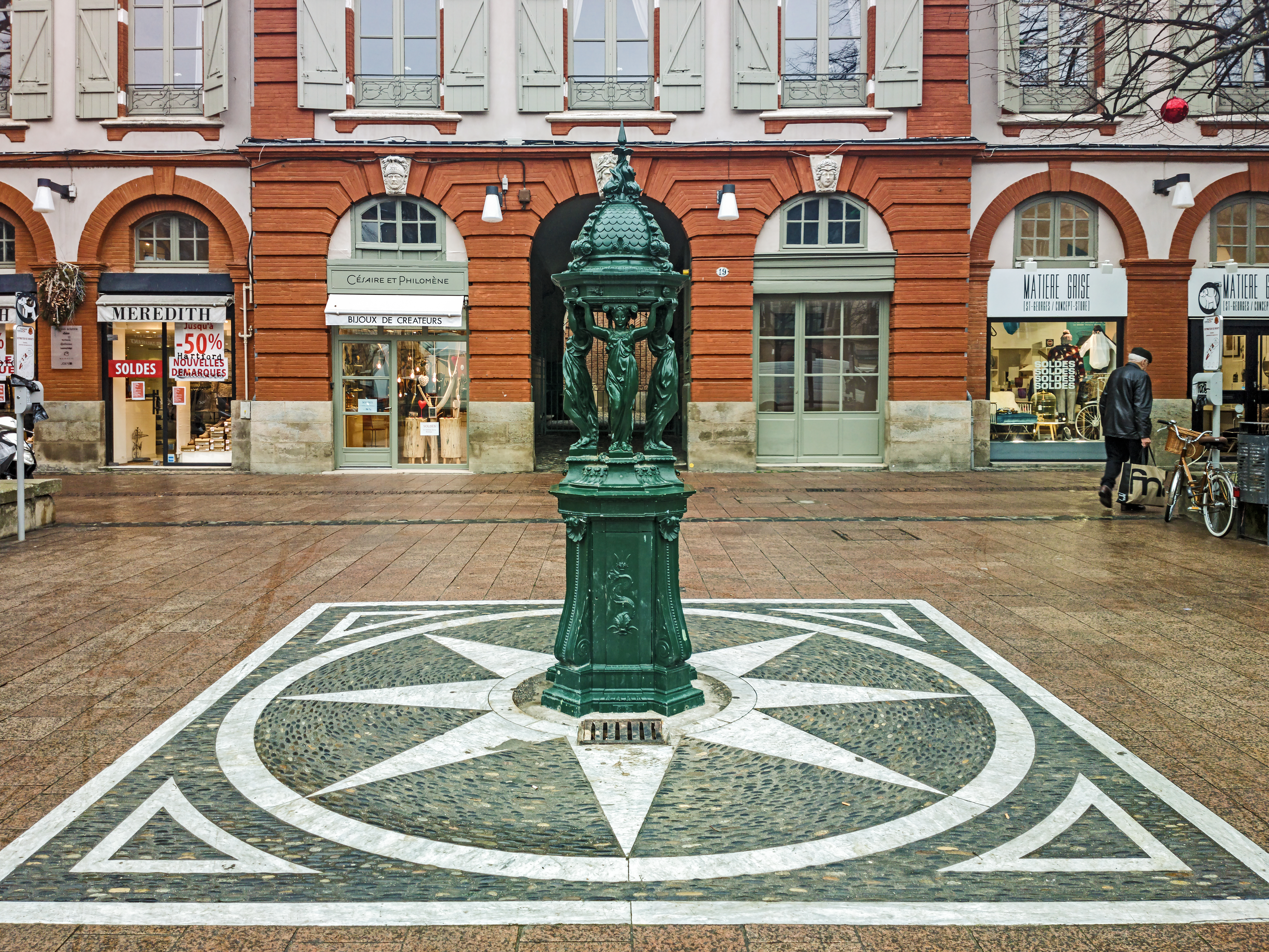
La fontaine Wallace (1987).

- fontaine Wallace. 
Lors de travaux d'embellissement, dans les années 1980, la place Saint-Georges est dotée d'une fontaine Wallace, due au sculpteur nantais Charles Lebourg en 1872. Cette réplique en fonte a été fondue par les fonderies d'art du Val-d'Osne. Sur un piédestal orné de volutes et de dauphins, quatre cariatides soutiennent un dôme avec leurs bras et leur tête, coiffée d'un chapiteau ionique[47].